# Riu Egegik
El riu Egegik (en anglès Egegik River; en yupik d'Alaska Igyagiiq; traduït com a "ràpid") és un petit riu de 45 quilòmetres de recorregut que es troba a sud-oest de l'estat d'Alaska, Estats Units.

## Etimologia
El riu ha estat conegut per altres noms i variants ortogràfiques: Ougagouk (1828); Ugaguk (obsolet excepte en mapes governamentals) o Igagik, amb variants russes; i també amb les variants Agouyak, lgiagik. Egegak. Ugiagik.

## Geografia
El riu es troba a la península d'Alaska. La conca recull les aigües de la serralada Aleutiana, abans no es dirigeix cap a l'oest des del llac Becharof cap a la badia de Bristol a través de la badia Egegik, un braç de la badia Kvichak. Els ràpids Egegik es troben a la sortida del llac Becharof. La vila d'Egegik es troba a la desembocadura del riu. Els principals afluents són els rius Kejulik, Shosky Creek i King Salmon River.